# Tradiciones peruanas
Tradiciones peruanas es el título con el que se conoce al conjunto de textos escritos por el peruano Ricardo Palma, que fue publicado a lo largo de varios años en periódicos y revistas.

## Introducción
Se trata de relatos cortos de ficción histórica que narran, de forma entretenida y con el lenguaje propio de la época, sucesos basados en hechos históricos de mayor o menor importancia, propios de la vida de las diferentes etapas que pasó la historia del Perú, sea como leyenda o explicando costumbres existentes. Aunque su valor como fuente histórica es limitado y no confiable, su valor literario es enorme.[cita requerida]
Las Tradiciones peruanas surgieron en el ambiente periodístico donde se movió su autor. Las primeras se publicaron como artículos en diarios o revistas de la época. La forma, en un inicio, no estaba ni pensada ni definida. La idea de narrar un suceso llevaba al autor a ponerle nombres como «articulito», «reminiscencia fiel», «cuento», etc.[cita requerida]

### Características
Las Tradiciones de Palma tienen características propias, entre otras:
- Usan un lenguaje popular repleto de refranes, proverbios, canciones, coplas, entre otros.
- Se basan en un suceso histórico que tiene sustento en archivos o documentos. Palma fue el bibliotecario de la Biblioteca Nacional del Perú.
- Tono oral e informal, en muchas ocasiones dialogan con el lector.
- Propio del romanticismo, el drama es cargado cuando la narración así lo requiere.
- Crítica de las instituciones y costumbres políticas y religiosas de la época, que se describen después incluso de interrumpir brevemente la narración antes iniciada.
- Al ser relatos cortos, los personajes son diversos.[cita requerida]

### Valoración
Las tradiciones tienen un gran valor ya que, si bien no fueron una invención de Palma, con él se dio una revitalización del género de la tradición, y al mismo tiempo creó un producto literario peruano propio por sus características, donde el suceso histórico tocado estaba lleno del costumbrismo del país y donde la historia del Perú servía como ambiente y marco cuando se publicó la primera edición argentina.[cita requerida]

## Contenido
Son 453 tradiciones, cronológicamente, dentro de la historia peruana, y seis de ellas se refieren al imperio incaico, 339 se refieren al virreinato, 43 se refieren a la emancipación, 49 se refieren a la república y 16 no se ubican en un periodo histórico preciso.